# کوپینیک (پلاندیشته)
کوپینیک (به صربی: Kupinik) یک منطقهٔ مسکونی در صربستان است که در Plandište municipality واقع شده‌است. کوپینیک ۳۴۹ نفر جمعیت دارد و ۷۸ متر بالاتر از سطح دریا واقع شده‌است.